# Santa Cruz das Flores
Santa Cruz das Flores ('sɐ̃tɐ kɾuʃ dɐʃ 'floɾɨʃ) è un comune portoghese di circa 2 493 abitanti situato nella regione autonoma delle Azzorre.

## Società

### Evoluzione demografica
| Popolazione di Santa Cruz das Flores (1849 – 2004) | Popolazione di Santa Cruz das Flores (1849 – 2004) | Popolazione di Santa Cruz das Flores (1849 – 2004) | Popolazione di Santa Cruz das Flores (1849 – 2004) | Popolazione di Santa Cruz das Flores (1849 – 2004) | Popolazione di Santa Cruz das Flores (1849 – 2004) | Popolazione di Santa Cruz das Flores (1849 – 2004) | Popolazione di Santa Cruz das Flores (1849 – 2004) | Popolazione di Santa Cruz das Flores (1849 – 2004) |
| -------------------------------------------------- | -------------------------------------------------- | -------------------------------------------------- | -------------------------------------------------- | -------------------------------------------------- | -------------------------------------------------- | -------------------------------------------------- | -------------------------------------------------- | -------------------------------------------------- |
| 1849                                               | 1900                                               | 1930                                               | 1960                                               | 1981                                               | 1991                                               | 2001                                               | 2004                                               |                                                    |
| 4858                                               | 3629                                               | 3484                                               | 3207                                               | 2456                                               | 2628                                               | 2493                                               | 2500                                               |                                                    |

## Freguesias
- Caveira
- Cedros
- Ponta Delgada
- Santa Cruz das Flores